# Eulimnogammarus verrucosus
Eulimnogammarus verrucosus is een vlokreeftensoort uit de familie van de Eulimnogammaridae. De wetenschappelijke naam van de soort is voor het eerst geldig gepubliceerd in 1858 door Gerstfeldt.